# Церква Введення в храм Пресвятої Богородиці (Сушиця)
Церква Введення в храм Пресвятої Богородиці в с. Сушиця — церква у селі Сушиця Старосамбірського району Львівської області України. Стара будівля церкви мала статус пам'ятки архітектури місцевого значення (охоронний № 1522–м) і згоріла у 2003 році.

## Історія
Перша документальна згадка про церкву в селі Сушиця датована 1565—1566 роками. Пізніше в селі збудували нову дерев'яну церкву, за одними даними — у 1830 році, за іншими у другій половині чи наприкінці XVIII століття. Дана церква була тризрубною, двоверхою, її наву увінчував верх із трьома, а бабинець — із двома заломами. Станом на 1895 рік парафія церкви складала 384 особи, при церкві діяла школа. У 1900 році церква згоріла, на її місці у 1903 році звели нову, також дерев'яну. Церква у селі Сушиця підпорядковувалася Старосамбірському деканату Перемишльської єпархії.
У 1961—1989 роках, за радянської влади, церква не діяла. За часів незалежності богослужіння в церкві відновилися, вона підпорядковувалася спочатку Львівській єпархії Української Автокефальної православної церкви, потім — Православній церкві України.
25 серпня 2003 року церква згоріла, на її місці вже 2004 року звели нову церковну будівлю.

## Опис
Церква дерев'яна, тризрубна, одноверха, належала до неоукраїнського типу церков. Автором проекту, ймовірно, був архітектор Василь Нагірний. У плані церква була хрестоподібною з укороченими раменами, орієнтована з заходу на схід, бічні вівтарі та бабинець — прямокутні у плані, вівтарна частина — гранчаста, із прямокутними ризницями обабіч. До бабинця прилягав відкритий ґанок. Центральну наву увінчувала грушоподібна баня на восьмерику, з ажурним світловим ліхтарем і маківкою, бічні вівтарі та бабинець були вкриті двосхилими причілковими дахами, на гребені даху над бабинцем був встановлений сліпий восьмибічний ліхтар із маківкою. Вівтарну частину вкривав п'ятисхилий дах, чий гребінь також увінчував сліпий ліхтар, аналогічний тому, що стояв над бабинцем. Будівля церкви була оперезана піддашшям на профільованих випустах вінців.